# اداره بوستان‌ها و تفریح شهر نیویورک
اداره بوستان‌ها و تفریح نیویورک (انگلیسی: New York City Department of Parks and Recreation) بخشی از حکومت نیویورک است که مسئول نگهداری از پارک‌های شهر نیویورک و حفاظت از گوناگونی بوم‌شناختی مناطق طبیعی این شهر می‌باشد. این اداره بیش از ۱۷۰۰ بوستان، محل بازی و امکانات تفریحی موجود در بخش‌های شهر نیویورک را کنترل می‌کند.